# Hurricane (banda sérvia)
Hurricane, também conhecidas como Hurricane Girls, é um girl group sérvio formado por Zoran Milinković em novembro de 2017, e que tem três membros: Sanja Vučić, Ivana Nikolić y Ksenija Knežević.

## História
A banda canta principalmente em inglês e contam com nove canções em sérvio. Entre outros destaques, eles têm duas músicas planejadas pela Universal e colaboraram com o produtor de Hollywood, Stephen Belafonte, em setembro de 2018.

O grupo participou da pré-seleção sérvia «Beovizija 2020» com a música «Hasta La Vista». Finalmente, elas ganharam e obtiveram o direito de representar o país dos Balcãs no Festival Eurovisão da Canção 2020 em Roterdão, Países Baixos. No entanto, o concurso foi cancelado devido a a pandemia de COVID-19, razão pela qual a televisão pública sérvia selecionou internamente o grupo para representar o país na Eurovisão 2021 com a canção «Loco Loco».

## Integrantes
- Sanja Vučić - vocalista principal. (2017-presente)

Sanja vem de uma família de músicos e fez parte de uma banda de rock alternativo durante o 3.º ciclo do ensino básico. Sanja tocou em bandas de folk e jazz e até cantou no coro da sua igreja. Foi membro da banda «ZAA» durante cinco anos, com a qual representou a Sérvia no Festival Eurovisão da Canção 2016.
- Ivana Nikolić - vocalista principal (2017-presente)

Ivana é conhecida no mundo da dança e da música moderna. Sua primeira aparição foi na Arena de Belgrado com estrelas da antiga Jugoslávia dos anos 90. Ela colaborou com o rapper bósnio Jala Brat em seu single «Mlada i luda».
- Ksenija Knežević - vocalista principal (2017-presente)

O pai da Ksenija é o popular cantor montenegrino Knez. Ainda mais jovem participou em festivais de artistas infantis e integrou o trio «Sky's» no «Beosong 2013» (antiga seleção sérvia para a Eurovisão) com a canção «Magija». Para além disso, ele fazia parte dos «Sevdah Baby» antes de ingressar na banda Hurricane.

## Discografía
As Hurricane têm 25 lançamentos (Desde 11 de maio de  2021)
- 2018: «Irma, Maria», «Breathe» (cover), «Corazón» (cover), «The Show Must Go On» (cover), «She Loves Control» (cover), «Feel Right», «Personal», «Should've Listened», «Who To Love», «HURRICANE» (videoclipe de introdução), «Live» (em direto desde o Stark Arena Belgrade).
- 2019: «Pain In Your Eyes», «Liar», «Magic Night», «Favorito» (primeira música em idioma sérvio), «Avantura», «Brzi prsti».
- 2020: «Hasta La Vista» (canção vencedora do «Beovizija 2020», representante da Sérvia na Eurovisão de 2020), «Guallame El Pantalon», «Roll The Dice», «Tuturutu» (com MC Stojan), «Folir’o», «Čaje šukarije», «Lopove», «Want Ya».
- 2021: «Loco Loco» (representante da Sérvia na Eurovisão de 2021).

### Posições
| "Irma, Maria"                            | 2018 | —  | Músicas sem álbum |
| "Feel Right"                             | 2018 | —  | Músicas sem álbum |
| "Personal"                               | 2018 | —  | Músicas sem álbum |
| "Should've Listened"                     | 2018 | —  | Músicas sem álbum |
| "Who to Love"                            | 2018 | —  | Músicas sem álbum |
| "Pain in Your Eyes"                      | 2019 | —  | Músicas sem álbum |
| "Liar"                                   | 2019 | —  | Músicas sem álbum |
| "Magic Night"                            | 2019 | —  | Músicas sem álbum |
| "Favorito"                               | 2019 | —  | Músicas sem álbum |
| "Avantura"                               | 2019 | —  | Músicas sem álbum |
| "Brzi prsti"                             | 2019 | —  | Músicas sem álbum |
| "Hasta La Vista"                         | 2020 | —  | Músicas sem álbum |
| "Guallame El Pantalon" (ft. King Melody) | 2020 | —  | Músicas sem álbum |
| "Roll The Dice"                          | 2020 | —  | Músicas sem álbum |
| "Tuturutu" (comMC Stojan)                | 2020 | —  | Músicas sem álbum |
| "Folir’o"                                | 2020 | —  | Músicas sem álbum |
| "Čaje šukarije"                          | 2020 | —  | Músicas sem álbum |
| "Lopove"                                 | 2020 | —  | Músicas sem álbum |
| "Want Ya"                                | 2020 | —  | Músicas sem álbum |
| "Loco Loco"                              | 2021 | 10 | Músicas sem álbum |
| "—" indica que a música não foi lançada. |      |    |                   |